# 异丁香油酚甲醚
异甲基丁香酚（英語：isomethyleugenol）是一种有机化合物，化学式C11H14O2，可见于菖蒲、石菖蒲、翼柄烟草等物种。